# Gernstedt

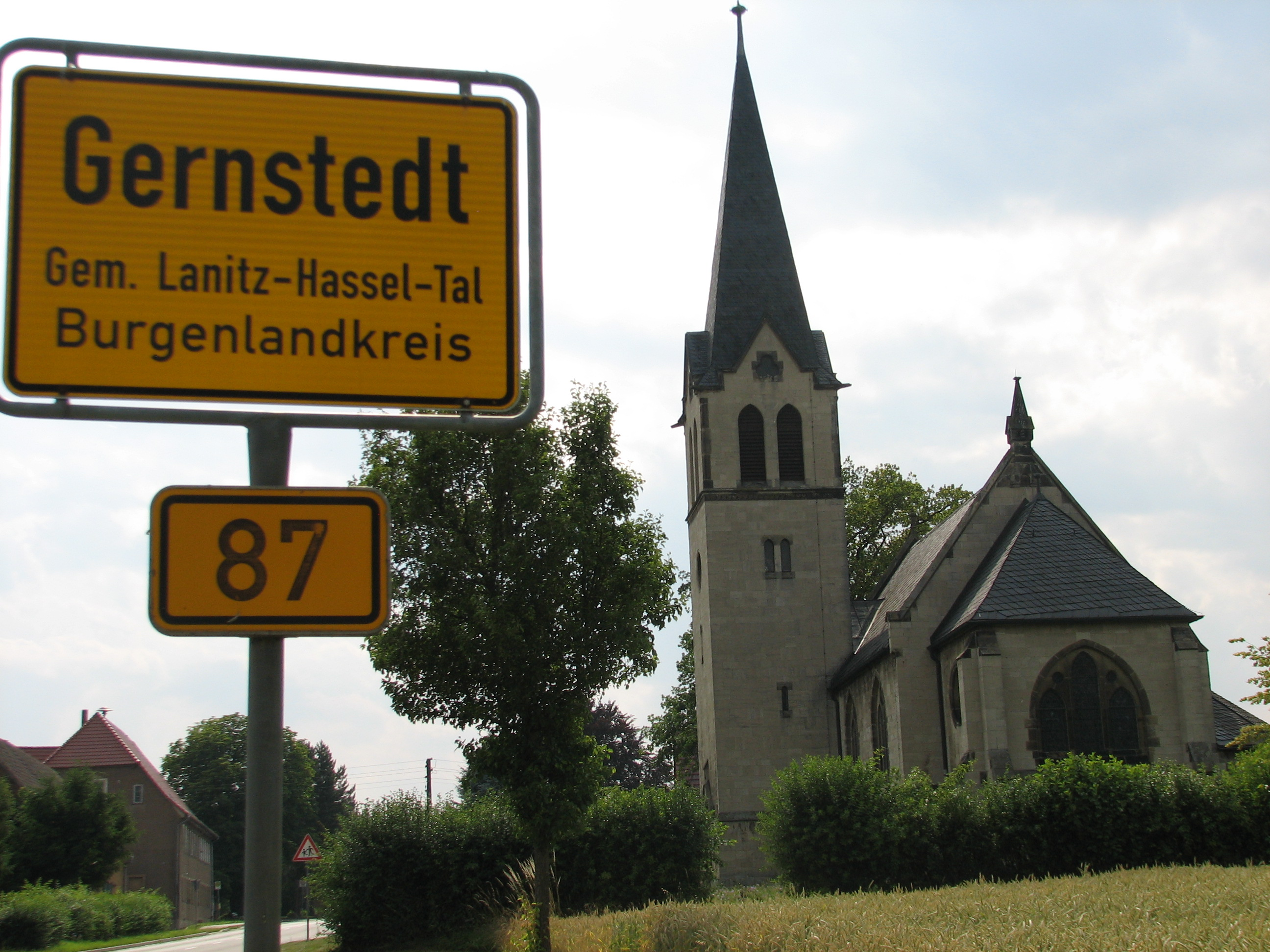
Die Kirche Gernstedt, geweiht 1896, gleich am Ortseingang an der Bundesstraße 87

Gernstedt ist seit dem 1. Juli 2009 ein Ortsteil der Gemeinde Lanitz-Hassel-Tal im Burgenlandkreis in Sachsen-Anhalt. Bis zum 30. Juni 2009 gehörte Gernstedt zur selbstständigen Gemeinde Taugwitz.

## Geografie
Gernstedt liegt zwischen Apolda und Naumburg (Saale) am Rand der Finne. Durch den Ort fließt der Gernstedter Bach. Der Lißbach bildet die östliche Ortsgrenze und gleichzeitig in einem Teilbereich die Landesgrenze zu Thüringen. Zur Ortsflur gehört die südlich von Gernstedt gelegene Emsmühle, welche sich an der Mündung des Lißbachs in den Emsenbach zwischen den thüringischen Orten Auerstedt und Bad Sulza befindet. In diesem Bereich ist die zu Sachsen-Anhalt gehörende Ortsflur im Westen, Süden und Osten von thüringischem Gebiet umgeben.

## Geschichte
Gernstedt wurde bereits 949 bis 957 urkundlich erwähnt. Zwischen 1183 und 1190 erwarb das Kloster Pforta viele Besitzungen in Gernstedt. Unter anderem erhielt das Kloster den gesamten im Ort befindlichen Besitz des Klosters Goseck geschenkt, weiterhin vermachte ein Angehöriger des niederen Adels aus Gernstedt zwei Hufen Land. Von den Vögten in Saaleck wurden durch das Kloster fünf Hufen Land gekauft. Pforta gründete aus den 28 Hufen, die in seinen Besitz gekommen waren, ein Klostervorwerk, wodurch das Dorf einging. 1243 kam die südlich von Gernstedt an der Mündung des Lißbachs in den Emsenbach gelegene Mühle in den Besitz des Klosters Pforta. Sie wurde zur Flur von Gernstedt geschlagen, stand aber mit dem Ort in keinem Kommunalverband.
Nach der Säkularisation des Klosters Pforta im Jahr 1540 wurde Gernstedt ab 1563 neu besiedelt. Der Ort gehörte von 1543 bis 1815 zum kursächsischen Amt Pforta. Durch die Beschlüsse des Wiener Kongresses kam er 1815 zu Preußen und wurde 1816 dem Kreis Naumburg im Regierungsbezirk Merseburg der Provinz Sachsen zugeteilt, zu dem er bis zur Auflösung des Kreises 1932 gehörte.
Die heute existierende Kirche Gernstedt wurde 1896 geweiht. Sie wurde vom Baumeister der Landesschule Pforta im neugotischen Stil geschaffen.
Am 1. Juli 1950 wurde Gernstedt nach Taugwitz eingemeindet. Seit dem Zusammenschluss der Gemeinden Möllern und Taugwitz am 1. Juli 2009 ist Gernstedt ein Ortsteil der neuen Gemeinde Lanitz-Hassel-Tal.

## Verkehr
Durch den Ort verläuft die Bundesstraße 87 von Apolda nach Naumburg (Saale).